# هيرشل هاردين
هيرشل هاردين هو كاتب العمود كندي، ولد في 1936.